# Veronika (chanson de Raiven)
Singles de Raiven
Ikona
(2023)
Chansons représentant la Slovénie au Concours Eurovision de la chanson
Carpe Diem de Joker Out
(2023)
Pour les articles homonymes, voir Veronika.
Veronika est une chanson de la chanteuse et autrice-compositrice-interprète slovène Raiven. Elle a été sélectionnée pour représenter la Slovénie au  Concours Eurovision de la chanson 2024.
La chanson, inspirée par l'histoire de Veronika de Desenice, a été composée par Raiven et cinq autres personnes (parmi lesquelles Bojan Cvjetićanin du groupe Joker Out qui avait représenté la Slovénie au Concours Eurovision de la chanson 2023) et les paroles ont été écrites par Bojan Cvjetićanin, Klavdija Kopina et Raiven.

## Contexte et composition
La chanson a été composée par Bojan Cvjetićanin (du groupe Joker Out qui avait représenté la Slovénie en 2023), Danilo Kapel, Klavdija Kopina, Martin Bezjek, Peter Khoo et Raiven. Les paroles ont quant à elles été écrites par Cvjetićanin, Kopina et Raiven. Selon Raiven, la chanson est inspirée de l'histoire de Veronika de Desenice, une comtesse de Celje qui a été la première femme à être condamnée pour sorcellerie en Slovénie et qui aurait été assassinée sous les ordres de son beau-père, en raison de son statut inférieur et de son opposition à son mariage avec son fils,.
Ruxandra Tudor, auteur au site de fan de l'Eurovision Wiwibloggs décrit la chanson comme « une chanson pop alternative sombre » et décrivant  Veronika  comme étant « une femme de pouvoir, une figure magique ». Elle dit également que « la chanson possède une allure mystique, et sa puissance augmente au fur et à mesure que la composition se déploie, mettant en valeur les formidables capacités vocales de Raiven ». Raiven quant à elle déclare que « le pouvoir de son personnage, Veronika, peut être trouvé en chacun de nous ».
La chanson n'était initialement pas destinée à l'Eurovision et devait à l'origine être écrite pour le deuxième EP de Raiven :  Sirene. Selon Raiven, la création de la chanson a pris six mois et elle s'est concentrée sur la « qualité dramatique », voulant que l'histoire de la chanson « ne soit pas seulement exprimée mais qu'elle résonne aussi avec l'année 2024 » ,.
Raiven a été officiellement annoncée comme représentante de la Slovénie à l'Eurovision 2024 le 12 décembre 2024 lors d'une conférence de presse tenue au Théâtre national slovène Opéra et Ballet de Ljubljana  et sa chanson et le clip vidéo qui l'accompagne ont été diffusés pour la première fois le 20 janvier 2024, lors d'une émission télévisée spéciale intitulée Misija Malmö.

## Promotion
Le clip vidéo d'accompagnement a été publié le même jour que le clip vidéo. Il a été tourné dans la carrière de Črni Kal et à Radovljica et a été  réalisé par Lukas Zuschlag et Tjaša Barbo et chorégraphié par Zuschlag ,,. Dans une interview donnée par Radiotelevizija Slovenija, Raiven a déclaré qu'elle voulait incorporer "les quatre éléments - la terre, le feu, l'eau et l'air". Le clip vidéo met en scène Raiven dans une étendue d'eau, "appelant" Veronika entourée de quatre hommes.
Pour promouvoir la chanson, Raiven doit l'interpréter lors de diverses soirées pré-Eurovision. Il est prévu que Raiven se produise à la soirée Eurovision de Barcelone le 6 avril 2024, à la soirée Eurovision en concert le 8 avrilainsi qu'à la soirée Eurovision nordique le 14 avril.